# Неоязычество в Великобритании
Неоязыческое движение в Великобритании в основном представлено течениями викки, друидизмом и германским неоязычеством. По данным общебританской переписи 2011 года, в Англии насчитывается около 75 281 человек, определяющих себя как язычники, в Уэльсе 4872 человек, в том числе виккан 11026 человек в Англии и 740 человек в Уэльсе.

## Демографические данные
Исследование Рональда Хаттона по сравнению ряда различных источников (включая списки членов крупнейших организаций, количество посетителей важнейших мероприятий, подписку на тематические журналы и т. д.) и с использованием стандартных моделей подсчёта  вероятного количества неоязычников в Великобритании, показало приблизительное количество приверженцев данного направление в 250 000 человек. Это примерно соответствует числу членов индуистской общины Соединённого Королевства.
В 2001 году количество людей заявившими себя язычниками, согласно переписи, составляло 42 262 человека. Также в 2001 году виккане, друиды и последователи германского язычества были включены в одну графу «язычники», в то время как при переписи 2011 года для каждой группы стало возможным обозначить себя как язычник-викканин, язычник-друид и так далее. Эта перепись показала следующие цифры:
| Название                  | Англия | Уэльс |
| ------------------------- | ------ | ----- |
| Язычники                  | 53 172 | 3448  |
| Виккане                   | 11 026 | 740   |
| Друиды                    | 3946   | 243   |
| Пантеисты                 | 2105   | 111   |
| Германские язычники       | 1867   | 91    |
| Ведьмы                    | 1193   | 83    |
| Шаманисты                 | 612    | 38    |
| Анимисты                  | 487    | 54    |
| Оккультисты               | 474    | 28    |
| Политеисты-реконструкторы | 223    | 28    |
| Телема                    | 176    | 8     |
| Всего                     | 75 281 | 4872  |

Общее количество человек, сообщивших о принадлежности к язычеству вообще либо к одной из его разновидностей, возросло с 2001 по 2011 год. В 2001 году семь из десяти тысяч респондентов в Великобритании заявили о себе как язычники, а в 2011 году (основываясь количеству населения Англии и Уэльса) число язычников составило 14,3 человека на 10 000.
Исследование, проведённое доктором Лео Рюкби позволило считать, что наибольшее количество неоязычников в стране на юго-востоке Англии.

## Религиозные направления
Крупнейшими неоязыческими направлениями в Англии являются викка (зародившаяся в Британии), современное движение друидов и германское язычество — дохристианская вера англичан.

### Викка
Викка стала развиваться в Англии в первой половине XX-го века. Хотя сначала она имела различные названия, начиная с 60-х годов XX-го века, её общепринятое название стало викка.

### Германское язычество
Германское язычество в основном представлено в Англии двумя течениями: однизмом — международным германским движением, обладающим централизованной структорой и англосаксонским язычеством или фирнсиду (Fyrnsidu)— движением, ориентирующимся на местные фольклорные традиции как источник реконструкции народной религии англичан. Оба течения черпают вдохновение из англосаксонской самобытной культуры.
Обряд Одина (Odinic Rite) был основан в 1973 году под влиянием группы Odinist Study Group. В 1988 году он стал первой политеистической религиозной организацией, получившей статус независимой некоммерческой организации в Соединённом Королевстве. Британские одинисты весьма активны в СМИ и имеют свой пресс-центр: Odinist Press Service.
Существуют местные группы германских неоязычников для различных регионов, а также сеть Heathen Alliance, объединяющая различные группы по всей стране.

### Друидизм
Во времена железного века кельтский политеизм был господствующей религией Британии. Неодруидизм возник на волне кельтского возрождения в XVIII веке.

## Организации
Неоязыческие организации Великобритании:
- Германское неоязычество
  - Одинистское братство[англ.]
  - Обряд Одина (с 1973 года) (Odinic Rite)
- Британский неодруидизм (Neo-druidism in Britain)
  - Древний орден друидов[англ.] (Ancient Order of Druids)
  - Орден бардов, прорицателей и друидов[англ.] (Order of Bards, Ovates and Druids)
  - Орден британских друидов[англ.] (British Druid Order)
  - Орден друидов (The Druid Order)
  - Светский орден друидов[англ.] (Secular Order of Druids)
  - Сеть друидов[англ.] (The Druid Network)
- Другое
  - Дети Артемиды[англ.]
  - Конференция «Квест»[англ.] (Quest Conference)
  - Сеть унитарного духа земли[англ.] (Unitarian Earth Spirit Network)
  - Языческая федерация[англ.] (с 1971 года) (Pagan Federation)
  - Языческий рассвет[англ.] (Pagan Dawn)